# Łękawica (figura herbowa)

Awdaniec (Abdank) – herb z użyciem łękawicy

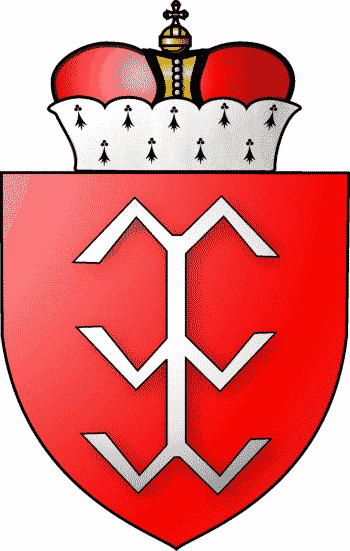
Hołownia II – herb zbudowany z dwóch typów łękawic M i W

Łękawica – figura uszczerbiona herbu w kształcie litery "W", lub, inaczej, odwróconego "M", albo opisywany jeszcze inaczej jako "dwie krokwie złączone na kształt litery W". Najczęściej element barwy srebrnej, niebieskiej lub złotej.
Może występować w herbach jako element główny, np. w herbie Abdank, lub uzupełniający pole tarczy, np. w herbie Dębno i herbie miasta Żary.